# Serhí Lisxuk
Serhí Lisxuk (ucraïnès: Сергій Ліщук, Rivne, Ucraïna, 31 de març de 1982), (de vegades transliterat com a Sergei/Serguei Lishuk) és un jugador de bàsquet que actualment milita a les files de l'UCAM Murcia a la Lliga ACB.
El pivot internacional va debutar en la temporada 2000-01 en el Rovno, d'on va passar en la campanya 2003-04 al Khimki-OPZ Yuzny. Allí va jugar fins a 2005, quan va firmar pel SC Mariúpol, club amb què va jugar fins a la temporada 2008/2009. És internacional amb la selecció absoluta d'Ucraïna.
Va jugar durant sis temporades (2009-2015) amb el València Basket Club, on arribà a ser segon capità i un dels jugadors més ben valorats pels aficionats. Tot i acumular diverses lesions que van fer minvar el seu estat físic en els últims anys a l'equip, Lisxuk va ser una peça clau en les dos Eurocup que l'equip taronja aconsegueix mentre estigué a l'equip.

## Palmarès
- Campió Lliga Ucraïna: 2006, 2007, 2008 i 2009 amb SC Mariúpol
- Campió de la Copa d'Ucraïna: 2006, 2008 i 2009 amb SC Mariúpol